# ヴァルテッリーナ

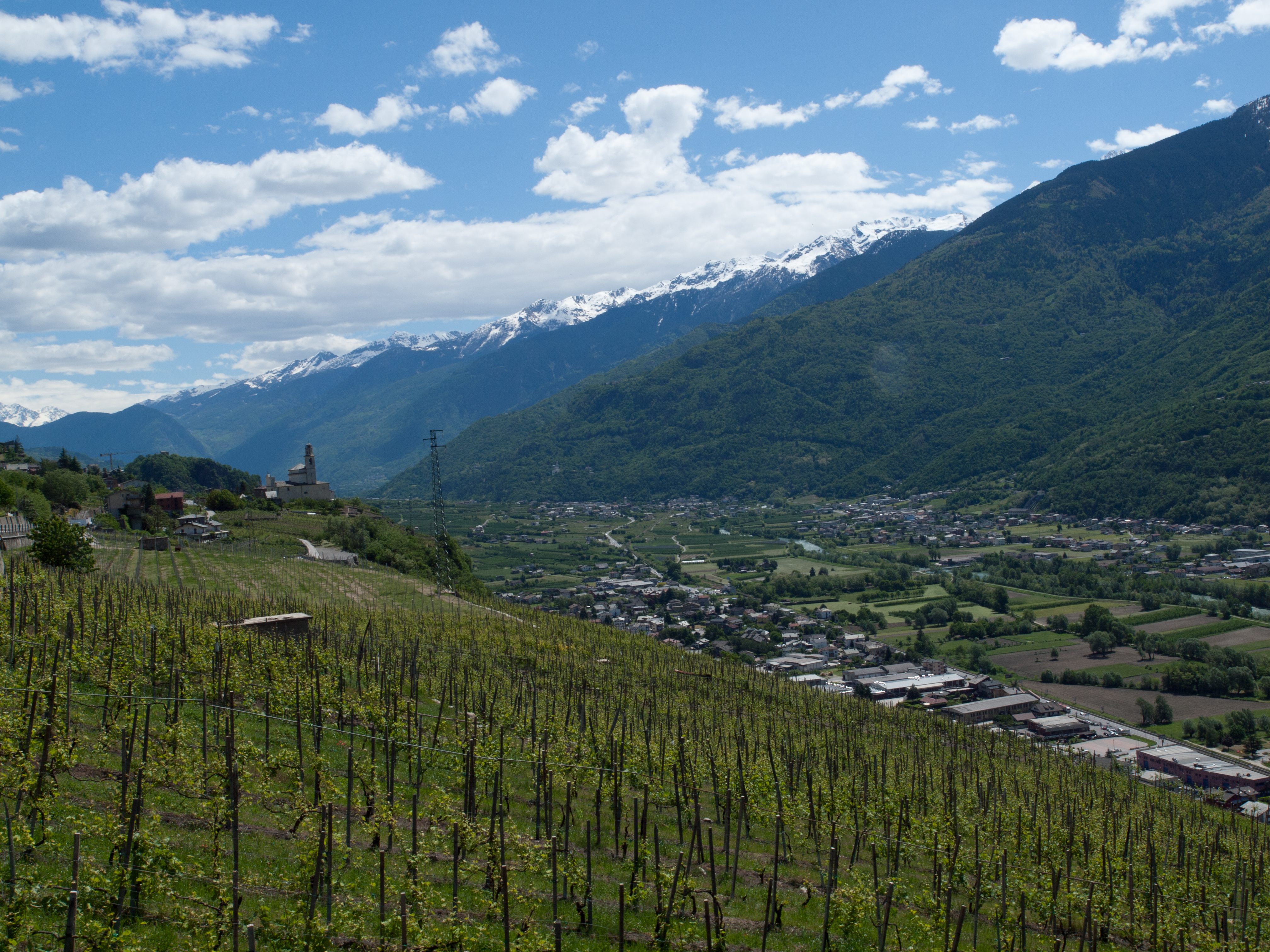
ヴァルテッリーナのブドウ畑

ヴァルテッリーナ（イタリア語: Valtellina）は、イタリア共和国ロンバルディア州最北部にある地方。コモ湖より上流域のアッダ川の谷筋を指し、アルプス山中に位置して北にスイス（グラウビュンデン州）と境を接する。主要都市はソンドリオ。おおむねソンドリオ県の中部・東部を指す。
かつてはグラウビュンデンの一部であったこともある。北イタリアとドイツとを結ぶアルプス越えの交通路であり、17世紀前半の三十年戦争では熾烈な抗争が繰り広げられた。今日ではスキーリゾートや温泉地として知られている。

## 名称
地名は「イタリア語: Val Tellina」と二単語に分けて表記することもある。
イタリア語以外では以下の名称を持つ。
- ロンバルド語: Valtulina
- ドイツ語: Veltlin
- ロマンシュ語: Vuclina

## 地理

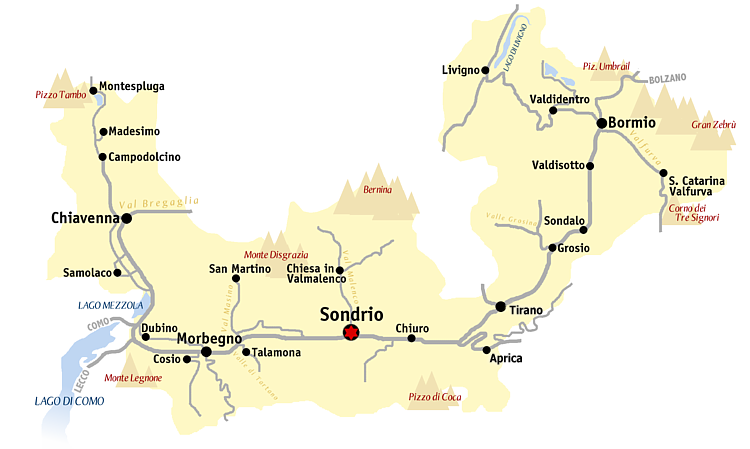
ソンドリオ県の地図。中部から東側がヴァルテッリーナにあたる。

ヴァルテッリーナは、アッダ川の支流が形作るいくつかの谷筋を従えている。たとえば以下の谷である。
- ヴァルマレンコ（イタリア語版）（マッレロ川）
- ヴァル・マジーノ (it:Val Masino (valle)) （マジーノ川）
- ヴァッレ・デル・ビット（イタリア語版）（ビット川）

上記の谷はソンドリオ県に属する。
ポスキアヴィーノ川が形作るヴァル・ポスキアーヴォは、地理的にヴァルテッリーナの一部ともみなされるが、スイスに属している（ソンドリオ県にスイス領が大きく食い込んでいる部分である）。
また、一部コモ県やレッコ県に属する地域もある。

## 歴史

### 古代から中世初期
ヴァルテッリーナ（テッリーナ谷）という地名は、谷の中央部にあった古代の都市テッリウス（ラテン語: Tellius、現在のテーリオ）から来ているというのが確からしい説明であり、谷全体が Vallis Tellina（テッリウス谷）と呼ばれるようになったと考えられている。ほかには、シナノキ（ラテン語: Tilia）が多かったためという説、エトルリア人（ラテン語: Tirreni）と関係するという説などがある。
ともあれ、この谷の名は、Tellina Vallis として、6世紀初めのパヴィーア司教エンノディオ (it:Magno Felice Ennodio) の文書に初めて登場する。

### グラウビュンデンとヴァルテッリーナ

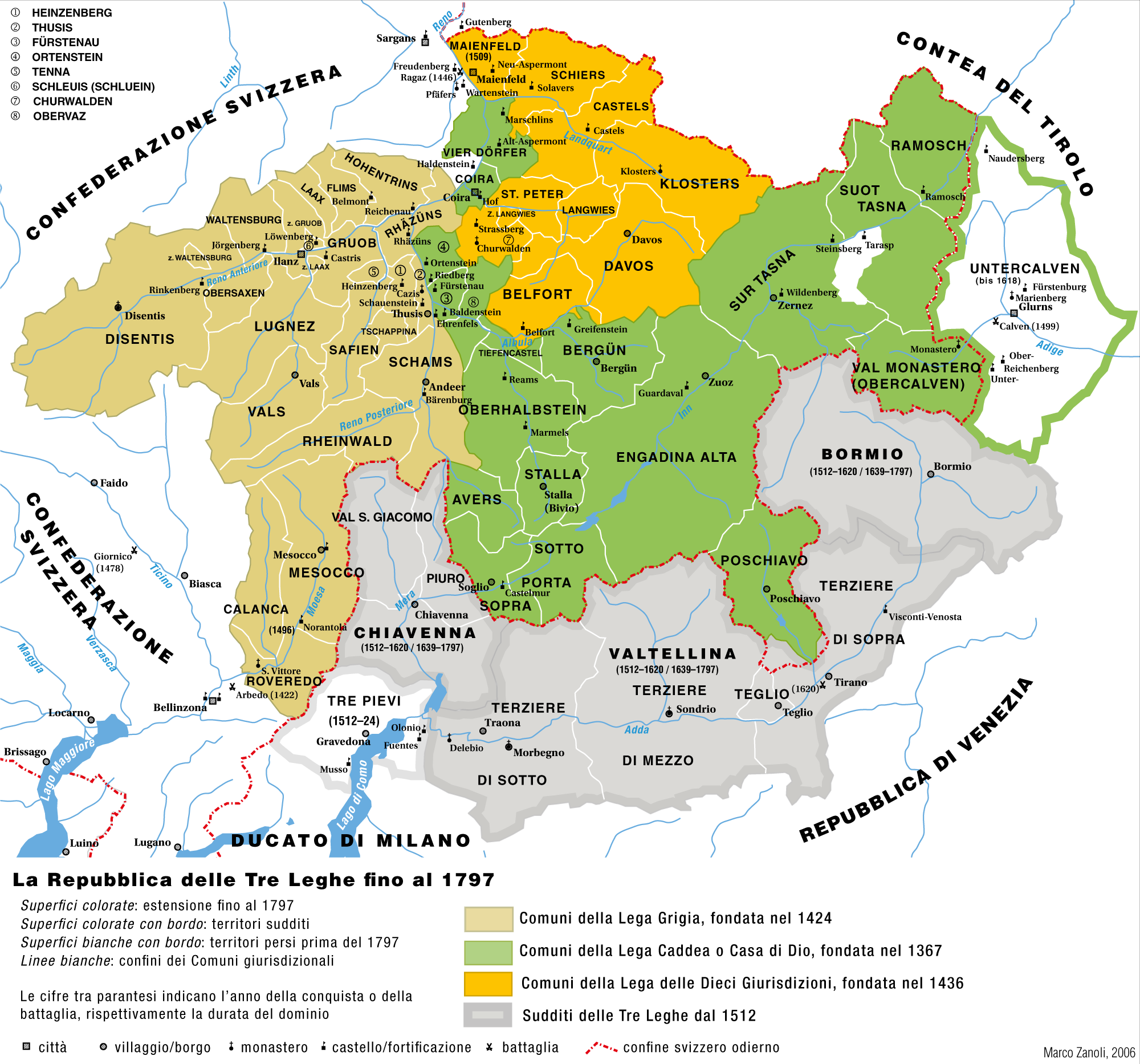
ヴァルテッリーナ一帯（灰色部分）は、1512年に三同盟（グラウビュンデン自由国）に従った。

16世紀から18世紀にかけて、ヴァルテッリーナはグラウビュンデン（フランス語ではグリゾンと呼ばれる）に属していた。
現在のグラウビュンデンはスイス連邦を構成する州（カントン）であるが、当時のグラウビュンデンはスイス（スイス誓約者同盟 (Old Swiss Confederacy) ）とは別個の相互防衛同盟であった。「グラウビュンデン」の名のもとになったグラウエ・ブント（灰色同盟）は、15世紀後半にゴッテスハウス同盟、十裁判区同盟と連合して三同盟（別名グラウビュンデン自由国）を形成する。1512年、ヴァルテッリーナ（ソンドリオ）はキアヴェンナ、ボルミオとともにグラウビュンデン自由国に属した。
16世紀、グラウビュンデン自由国による統治の下で、ヴァルテッリーナはさまざまな呼び方がなされた。たとえば、Veltlin、Westtirol（西ティロル）、Welsche Vogteien（ヴェルシュ・フォークト領）などである。

#### 三十年戦争
三十年戦争中、ヴァルテッリーナはフランス（ブルボン家、プロテスタント派。王はルイ13世）とスペイン（ハプスブルク家、カトリック。ミラノ公国を支配していた）、および地元の諸勢力の、熾烈な軍事的・外交的抗争の舞台となった。ヴァルテッリーナの支配は、北イタリア（ロンバルディア）とドナウ川流域とを結ぶ、アルプス越えの重要な交通路の掌握と結びついていたためである。
ヴァルテッリーナはカトリック支持者が多く、グラウビュンデン自由国が進めたプロテスタントへの改宗に抵抗した。グラウビュンデン自由国の反ハプスブルク派（プロテスタント派）は、1618年から1620年にかけてヴァルテッリーナのカトリック勢力に対する有罪判決を（しばしば欠席裁判で）乱発した。反ハプスブルク派の苛烈な宗教裁判に対して、ヴァルテッリーナからプロテスタントを放逐しようとする陰謀がめぐらされることとなった。陰謀の首謀者は Giacomo Robustelli であった。
1620年7月18日（あるいは19日）の夕刻、ヴァルテッリーナの反乱軍はスペイン軍の支援を受け、プロテスタントの殺害を行った。殺戮はティラーノで始まり、テーリオ、ソンドリオに進撃したカトリック派は、発見したプロテスタントを皆殺しにした。最初の夜と続く4日間で、500人ないし600人 の人々が殺害された（「聖なる流血」 (it:Sacro Macello) ）。難を逃れたプロテスタントもほぼすべてが逃れ去り、ヴァルテッリーナにおけるプロテスタントの増加が阻止されると共に、ヴァルテッリーナはグラウビュンデン自由国から離脱することとなった。ヴァルテッリーナにおける殺戮は、グラウビュンデン紛争の一部であり、以後ヴァルテッリーナを含むグラウビュンデンはさまざまな勢力の思惑の入り混じる抗争の場となる。
プロテスタントの牧師であったグラウビュンデンの有力者ユルク・イェナチュ (Jörg Jenatsch) は、フランス軍の力を借りてヴァルテッリーナからスペイン軍を追放、次いでグラウビュンデンに対するフランスの影響力が強化されると、ハプスブルク家と結んでフランス軍を放逐した。カトリックに改宗までしたイェナチュは、1639年に暗殺されたが、ヴァルテッリーナは再びグラウビュンデンの一部に戻ることとなった。

#### チザルピーナ共和国
1797年、フランス第一共和国は、北イタリアにチザルピーナ共和国を建国した。1797年10月10日、フランスはヴァルテッリーナにおけるグラウビュンデンに対する反乱を支援し、チザルピーナ共和国に合流させた。

### 近代
ヴァルテッリーナは、鉄道の電化の歴史で重要な役割を果たしたことでも知られている。
ハンガリーのガンツ社の技術者カンドー・カールマーンは、三相交流システムを開発、その電気機関車は 3,600 Vの動力を用い、最高時速70km程度を出すことができた。ガンツ社は、ヴァルテッリーナ線 (it:Ferrovia della Valtellina) （レッコ - コーリコ - ソンドリオ間、およびコーリコ - キアヴェンナ間の支線）の電化事業を落札し、1902年に開通させた。ヴァルテッリーナ線は、本線級の鉄道路線では世界初の高圧電化された路線となった。

## 文化
ヴァルテッリーナは、ヴァルキアヴェンナとともに、その全域がカトリックのコモ司教区に含まれる。

### 食文化
この地域特産のチーズとしては、ヴァルテッリーナ・カゼーラや、ビットチーズ (it:Bitto DOP) がある。ビットチーズの名は、県下モルベーニョを流れるビット川に由来する。
ヴァルテッリーナでは蕎麦粉を用いたパスタ、ピッツォッケリが食される。
DOCワイン「ヴァルテッリーナ」の産地である。